# Phrurolithus wallacei
Phrurolithus wallacei là một loài nhện trong họ Phrurolithidae.
Loài này thuộc chi Phrurolithus. Phrurolithus wallacei được Willis J. Gertsch miêu tả năm 1935.